# Riccardo Felici
Riccardo Felici (Parma, 11 giugno 1819 – Sant'Alessio, 20 luglio 1902) è stato un fisico italiano.

## Biografia
Fra le tante difficoltà economiche riuscì, all'età di 20 anni, a recarsi a Pisa per studiare all'università. Orientato inizialmente verso studi di ingegneria, si dedicò a ricerche di fisica sotto la guida di Carlo Matteucci. Nominato suo aiuto nel 1846, fu poi professore aggregato della Facoltà di Scienze Naturali, continuando a supplire il Matteucci, impegnato in politica. Nel 1859 divenne professore effettivo e direttore del Gabinetto di Fisica dell'università, sostituendo completamente Matteucci, che poi diverrà ministro. Nel 1849-50 ebbe il ruolo di professore di fisica e nel 1851 intraprese lo studio sistematico dei fenomeni di induzione elettromagnetica. Si occupò anche di problemi di ottica. A Pisa si adopererà alla cura degli allievi fisici, creando una delle prime e più rinomate scuole di fisica dell'Italia postunitaria.
Nel 1849, prese parte alla battaglia di Curtatone insieme a Ottaviano Fabrizio Mossotti, Carlo Matteucci, Leopoldo Pilla e Gaetano Giorgini.
Si sposò con Elisa Frullini nel 1854, da cui ebbe una sola figlia, Isabella. Dal 1870 al 1882 fu rettore dell'Università di Pisa ad anni alterni. Membro di varie accademie scientifiche e della R. Accademia dei Lincei (1875), verso la fine della sua vita diresse, insieme a Enrico Betti, la rivista Il Nuovo Cimento (dal 1893 al 1900), di cui divenne proprietario e che poi lasciò in eredità alla neonata Società italiana di Fisica.
La sua notorietà è dovuta soprattutto alla legge di elettrodinamica che porta il suo nome, tramite la quale è possibile calcolare la carica totale che passa in un circuito soggetto ad una corrente indotta come differenza fra il flusso finale e quello iniziale del campo magnetico, diviso per la resistenza elettrica del circuito. Questa legge venne formulata negli anni in cui Neumann, Weber, Helmholtz, Lenz e altri studiavano il fenomeno dell'induzione.
In questi studi Felici anticipa di quasi cinquantanni un esperimento che ripeterà André Blondel nel 1914 alla ricerca della legge generale dell'induzione magnetica.
Morì a Sant'Alessio (quartiere di Lucca) l'11 giugno 1902, e il 2 dicembre fu commemorato alla R. Accademia dei Lincei dal suo allievo, poi docente universitario Antonio Roiti;  è sepolto a Pisa nel Camposanto monumentale.
Sempre nel 1902, Angelo Battelli, che lo sostituì nel 1893 alla cattedra di fisica e nella direzione dell'Istituto di Fisica dell'università pisana, ne fece la commemorazione nella rivista Il Nuovo Cimento.
Nelle Notizie sull'Istituto di Fisica sperimentale dello Studio Pisano del 1914, Augusto Occhialini riferisce della suddetta commemorazione di Angelo Battelli e traccia una biografia di Felici con un disegno del suo famoso interruttore, nonché rammenta l'episodio, tanto epico quanto curioso, relativo alla ricerca con metodi fisici del proiettile rimasto, dopo la ferita subita all'Aspromonte, nel malleolo di Giuseppe Garibaldi che fu portato, nel 1862, a Pisa (in cura sotto il professore Ferdinando Zannetti) per tentare di estrarglielo. Felici, con due bacchette di rame montate su un blocchetto d'osso terminante con due lastrine d'argento sottilissime, collegate a una pila e a un galvanometro, riuscì a capire se la sonda toccava o meno il proiettile, individuandolo.

## Omaggi
- Gli è stata dedicata una via a Pisa.

## Pubblicazioni principali

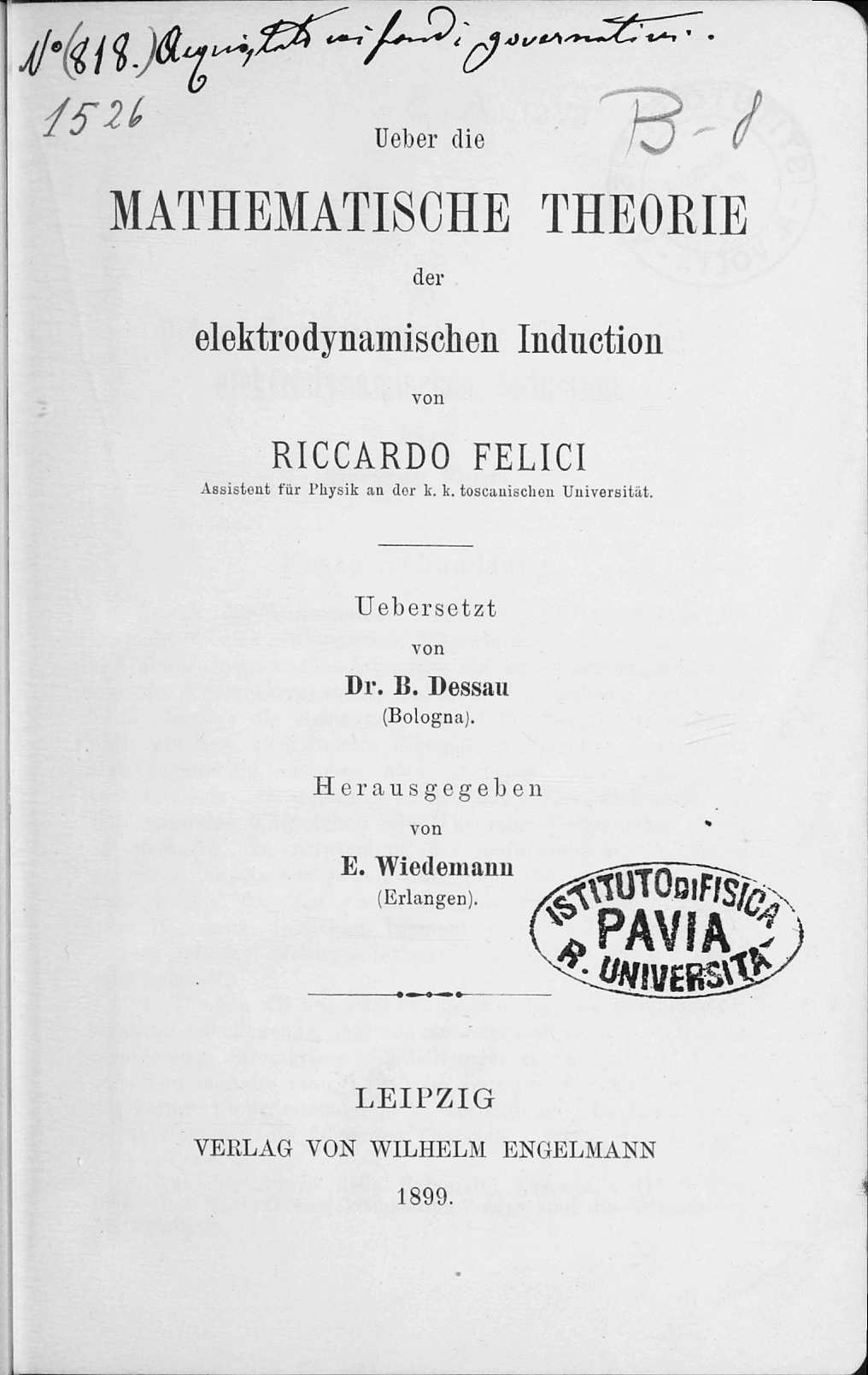
Über die mathematische Theorie der elektrodynamischen Induction, 1899

- R. Felici, Ricerche sulle leggi generali della induzione elettro-dinamica, Il Nuovo Cimento, 1 (1855), 325-341.[3]
- R. Felici, Esperienze sopra un caso di correnti indotte, nel quale sarebbero nulle le forze elettro-dinamiche esercitate dal conduttore inducente sopra l'indotto qualora fosse percorso da una corrente, Il Nuovo Cimento, 2 (1855), 321-329.
- R. Felici, Sulla legge di Lenz, e sopra alcune recenti esperienze del prof. Matteucci sull'induzione elettro-dinamica, Il Nuovo Cimento, 3 (1856), 198-208.
- R. Felici, Esperienza sopra un caso singolare della induzione elettrodinamica, Il Nuovo Cimento, 9 (1859), 75-81.
- R. Felici, Nota sopra una osservazione del Sig. A. De La Rive ad una delle esperienze fondamentali della teoria dell'induzione elettrodinamica, Il Nuovo Cimento, 9 (1859), 345-347.
- R. Felici, Esperienze che dimostrano che quando un corpo ruota sotto la influenza di una calamita, la forza che, in virtù delle correnti indotte, si sviluppa fra la calamita e il corpo indotto, è repulsiva o attrattiva a seconda della direzione del moto, Il Nuovo Cimento, 10 (1859), 5-12.
- R. Felici, Nota al precedente lavoro del Sig. Helmholtz, Il Nuovo Cimento, 6 (1871), 71-72.
- R. Felici, Esperienze sulle forze elettromotrici indotte da un solenoide chiuso, Il Nuovo Cimento, 9 (1873), 5-11.
- R. Felici, Sopra un nuovo interruttore e sul suo uso in alcune esperienze di induzione, Il Nuovo Cimento, 1874 (12), 115-140:
- R. Felici, Un'altra esperienza sulla rotazione del conduttore radiale, Il Nuovo Cimento, 13 (1875), 224-226.
- R. Felici, Sul potenziale di un conduttore in movimento sotto l'influenza di un magnete, Il Nuovo Cimento, 24 (1888), 32-40.
- (DE) Sulla teoria matematica dell'induzione elettrodinamica, Leipzig, Wilhelm Engelmann, 1899.